# Пневматичні передавальні механізми
Пневматичні передавальні механізми, пневматична передача — різновид передачі, сукупність пневматичних механізмів, яка дає
можливість передавати енергію від ланки, що веде, до
веденої за допомогою стисненого газу.

## Різновиди
Залежно від характеру руху вихідної ланки пневмодвигуна (вала чи штока) і характеру руху робочого органу, пневматичні
передавальні механізми можуть бути обертальної, поворотної або лінійної зворотно-поступальної дії.
Пневмомеханізми широко використовують у верстатах, гальмівних системах, пневмороботах, пневматичному інструменті, системах керування.

## Переваги
Використання повітря як робочого середовища — це
потенційна перевага для пневматичних передавальних
механізмів. На відміну від рідин у гідроприводах повітря
стисливе, має високу проникність, низьку густину та
в'язкість, яка зростає з ростом тиску та температури.
Можливість передачі пневматичної енергії на відстані, які сягають декількох кілометрів. Економічно доцільна
відстань передачі енергії становить декілька десятків
кілометрів через незначні втрати напору. Це широко
реалізується в пневмосистемах великих гірничих та
промислових підприємств з централізованим живленням
від компресорної станції. Для порівняння: обґрунтована
протяжність гідросистем може сягати декількох сотень
метрів.
Простота конструкції та легкість монтажу,
обслуговування й експлуатації полягають у: — відсутності потреби повернення до компресора
робочого середовища (повітря). Тобто використовують
одноканальне живлення виконавчих пневматичних
механізмів, оскільки відпрацьоване повітря випускають
безпосередньо в атмосферу без відвідних трубопроводів; — не потрібна висока точність виготовлення деталей
пневмоприводу для герметизації з'єднань, оскільки
можливі перетікання повітря не суттєво знижують
коефіцієнт корисної дії, а зовнішні негерметичності не
шкідливі для довкілля, їх легко можна позбутися; — невелика вага робочого тіла. — менша маса виконавчих пристроїв порівняно із
електричними; — спрощує схему за рахунок використання джерела
пневматичної енергії балона (ресивера) зі стисненим
повітрям, де тиск може сягати 500 МПа.
Надійність роботи та значний ресурс, що сягає
20 тис. год., або 50 млн циклів, полягають у: — малій чутливості до температури довкілля, його
запиленості й вологості, що особливо важливо для цехів
металургійних підприємств; — нечутливості до радіаційного та електромагнітного
випромінювання, що важливо в космічному військовому та
атомному машинобудуванні; — простоті конструкції та виконанні функцій; — неагресивності робочого середовища.
Високі робочі швидкості виконавчих органів
пневмопривода. Наприклад, лінійна швидкість може бути
більшою за 15 м/с, а частота обертання пневматичного
турбінного двигуна може перевищувати 100 хв-1. Цю
перевагу реалізують у приводах циклічної дії
високопродуктивного обладнання, наприклад, такого, як
преси, машини точкового зварювання, центрифуг, шліфувальних машин. Висока швидкодія в гідроприводі та
електроприводі обмежена інерційністю системи (маса
рідини чи ротора) та відсутністю демпфуючого ефекту
(тому що повітря має здатність стискатися).
Пожежна та вибухова безпечність. У цьому пнемо-
привід поза конкуренцією на потенційно небезпечних
підприємствах (нафтогазовидобувна промисловість, гірничорудні підприємства, хімічні виробництва), де
недопустиме іскроутворення. Використовують за наявності
централізованого джерела живлення (компресора, ресивера) з передаванням пневматичної енергії на значні
відстані.
Екологічність. Робоче середовище у випадку
негерметичності системи не завдає шкоди довкіллю та не
забруднює його, що дуже важливо в харчовій, медичній та
електронній промисловості. Водночас для виробничих
приміщень із забрудненим повітрям (хімічні, гірничі, металургійні тощо) відпрацьоване повітря з
пневмосистеми покращує провітрювання робочого
простору
Безпечність праці при експлуатації: — відсутність запобіжних пристроїв від надлишкового
тиску в робочій зоні споживача (загальний запобіжний
клапан знаходиться на джерелі пневмоенергії); — низькі робочі тиски в системі (зазвичай до 10 атм); — можливість повного гальмування без небезпеки
пошкодження системи та перебування в цьому стані
тривалий час; — дотримання елементарних правил безпеки усуває
можливість травматизму персоналу.
Економічна ефективність за рахунок: — низької вартості елементів пневмоприводу та витрат
на його монтаж, обслуговування і ремонт; — доступності та безплатності робочого середовища — повітря.
Автономність та мобільність, а саме: можливість
використання пневмоприводу за відсутності електроенергії
через використання джерела енергії балона (ресивера) зі
стисненим газом, наприклад, у польових умовах.

## Недоліки
Низький коефіцієнт корисної дії при виробництві та
передаванні пневматичної енергії на відстані. Це
зумовлено подвійним перетворенням енергії
(електродвигун — компресор — виконавчі органи), при
якому енерговитрати більші, ніж у гідроприводі. Якщо
коефіцієнт корисної дії електроприводу орієнтовно
становить 90 %, гідроприводу — 70 %, то коефіцієнт
корисної дії пневмоприводу, зазвичай, 15 % і не часто
перевищує 30 %. Тому пневмопривід не використовують у
машинах великої потужності та з тривалим режимом
роботи (за винятком умов, що обумовлені безпекою).
Оскільки повітря при стисканні має властивість
накопичувати енергію, то: — при певних умовах ця енергія може перетворитись у
кінетичну енергію рухомої маси й спричинити ударні
навантаження; — пневматичні силові системи не забезпечують високої
плавності та точності ходу; — не має можливості фіксувати органи керування в
проміжних положеннях; — важко отримати рівномірну та стабільну швидкість
робочого тіла; — для більш точного регулювання окремих видів руху, наприклад, величини повороту штоку приводу, необхідні
дорогі пристрої — позиціонери.
Низька швидкість передачі сигналу (керуючого
імпульсу), що призводить до запізнення виконання
операцій. Адже швидкість проходження сигналу рівна
швидкості звуку. Вона для повітря рівна 150…360 м/с
(залежно від тиску повітря), тоді як для гідроприводу
близько 1000 м/с, а електроприводу 300 000 м/с.
Використання низьких робочих тисків у системі
(зазвичай до 1 МПа) для запобігання виробничого
травматизму при вибуховому руйнуванні трубопроводів.
Порівняно велика питома вага та габарити машин. За
однакової потужності вага гідромашини у 5 разів нижча
від ваги пневмомашини. Буває, за відсутності в робочій
зоні обслуговуючого персоналу, використовують робочі
тиски до 7 МПа (наприклад, на атомних електростанціях).
У деяких випадках, коли системи мають незначні розміри
й незначні об'єми робочого середовища та акумульованої
ним енергії, тиски можуть сягати 20 МПа і вище.
Високий рівень шуму, який може сягати 95…130 дБ при
роботі компресорів, пневматичних молотів та інших
механізмів ударно-циклічної дії.
Конденсація водяної пари в результаті охолодження й
нагрівання повітря при його розширенні в пневмодвигунах
та стисненні в компресорах. Тому для запобігання
перемерзання системи, запобігання корозії механізмів
тощо виникає потреба у встановленні додаткових систем
осушування.